# 菲律賓獨立宣言
菲律宾独立宣言由菲律宾革命政府在1898年6月12日签署。其宣告了菲律宾人民反西班牙殖民斗争的结束，並宣告菲律宾正式成为一个独立主权国家。
该宣言从未得到美国或西班牙的承认。於1898年年末，西班牙在1898年的巴黎条约中将菲律宾割让给美国，结束了美西战争。
该宣言目前存放于菲律宾国家图书馆。